# Álvaro Chaves Mendoza
Álvaro Chaves Mendoza (Pamplona, 7 de agosto de 1930-Bogotá, 17 de mayo de 1992) fue un antropólogo y profesor colombiano. Descubridor de la única estatua bicéfala de América. Realizó trabajos arqueológicos en Tierradentro, Cauca por los que recibió el Primer Premio de Nacional Arqueología en 1976.

## Biografía
Se graduó de bachiller en el Colegio San José de Pamplona en 1952, luego realizó estudios de Arquitectura en la Sede de Bogotá de Universidad Nacional de Colombia entre los años de 1953 y 1957. Se licenció en Antropología en el Instituto Colombiano de Antropología en Bogotá en 1962. Desempeñó el cargo de Director de la Casa Colonial y Museo Arquidiocesano de Pamplona de 1962 a 1965. Recibió el Doctorado en Historia de América en la Universidad Complutense de Madrid, España en 1968. Fue profesor entre 1969 y 1975, y jefe del Departamento de Antropología entre 1970 y 1975 de la Universidad de los Andes de Bogotá. También fue profesor de los museos Arqueológico del Banco Popular y de Ciencias Naturales, de las Universidades del Cauca, Javeriana y Externado.

## Distinciones
- Placa de Plata como el mejor alumno - Colegio San José - Pamplona - 1952
- Beca para estudios de Doctorado en España - Instituto de Cultura Hispánica - Madrid - 1965
- Beca para estudios de posgrdo en Antropología Social - Centro Iberoaméricano de Antropología - Madrid - 1967
- Primer Premio de Arqueología - Museo Arqueológico del Banco Popular - Bogotá - 1976
- Presidente de la Sociedad Antropológica de Colombia - Bogotá - 1978-1979
- Presidente de la Asociación Colombiana de Museos - 1979-1982
- Vicepresidente de Pro-Art: Filial Colombiana para el Consejo Mundial de Artesanías - 1982

## Obras
Durante su vida como antropólogo y arqueólogo Álvaro Chaves publicó artículos y libros entre los que se encuentran:
- Los Animales Mágicos en las urnas de Tierradentro (1981)
- Tierradentro (1984)
- Gotas de Antaño: Introducción a la cerámica en Colombia (1985)